# Philodromus tiwarii
Philodromus tiwarii este o specie de păianjeni din genul Philodromus, familia Philodromidae, descrisă de Basu, 1973. Conform Catalogue of Life specia Philodromus tiwarii nu are subspecii cunoscute.